# Der lange Weg (1990)
Der lange Weg (orig. The Long Walk Home) ist ein US-amerikanisches Sozial- und Politdrama von Richard Pearce über die gesellschaftlichen Umbrüche, die die Bürgerrechtsbewegung im Jahre 1955 in den USA auslöste. Der Film wurde in Alabama, darunter in Montgomery, gedreht. Er hatte seine Weltpremiere am 11. September 1990 auf dem Toronto International Film Festival und spielte in den USA etwa 1,8 Millionen US-Dollar ein. Den englischen Off-Kommentar spricht Mary Steenburgen.

## Handlung
Die Afroamerikanerin Odessa Cotter ist eine Angestellte im Haushalt der Eheleute Miriam und Norman Thompson. Nachdem Rosa Parks in Montgomery verhaftet worden ist, kommt es zum Busboykott von Montgomery. Miriam Thompson bietet ihrer Haushaltshilfe an, sie mit ihrem Privatwagen zu fahren.
Zunächst verheimlicht sie dies ihrem Ehemann Norman. Als er von dem freiwilligen Fahrdienst erfährt, erklärt Miriam ihm, es gehöre zu ihren Pflichten als Hausfrau, was zu einem Streit zwischen den Eheleuten führt. Nach dem Streit erklärt Miriam Odessa, sie könne sie nicht mehr fahren, tut es aber später erneut. Sie meldet sich sogar zum Fahrdienst für andere Menschen, trotz Odessas Warnung, dies könne Miriam gesellschaftlich brandmarken.
Als Miriam ihrem Mann verkündet, dass sie eine bezahlte Beschäftigung suchen möchte, kommt es zu einem weiteren Ehestreit.
Norman Thompson besucht das Treffen des Rates Weißer Bürger (White Citizens Council). Diese Organisation beschließt eine Aktion gegen die Boykottteilnehmer. Norman warnt seine Frau, die sich in der Gruppe der Afroamerikaner aufhält. Die weißen Rassisten wollen die Afroamerikaner vertreiben, sie werden beschimpft und bedroht. Odessa singt ein Lied, welches nach und nach auch die anderen Boykottteilnehmer – darunter Miriam Thompson – singen. Sie halten sich an den Händen und bilden eine Reihe. Ein Rassist nach dem anderen geht weg.
Gegen Ende des Films sagt die Off-Stimme der Tochter von Miriam Thompson, sie verstehe, wie wichtig es für ihre Mutter war, gemeinsam mit den anderen Menschen in einer Reihe zu stehen.

## Rezeption
Roger Ebert schrieb in der Chicago Sun-Times vom 22. März 1991, der Film zeige zwei arbeitende Frauen an einem Wendepunkt der amerikanischen Geschichte. Die Weise, in der die Charaktere dieser Frauen mit ihrer Individualität gezeigt würden, sei faszinierend. Der Film sei „kraftvoll“ und „bewegend“, von den beiden Hauptdarstellerinnen gut gespielt.
Das Lexikon des internationalen Films schrieb, der Film sei „einfühlsam-scharfsinnig“ und „schauspielerisch überzeugend“.
Cinema nennt den Film ein sehenswertes „kluges Emanzipationsdrama“ und lobt: „Das großartig gespielte Zeitbild lässt mit klischeefreien Figuren die Anfänge der amerikanischen Bürgerrechtsbewegung lebendig werden.“
Prisma schreibt, Regisseur Richard Pearce habe ein „bemerkenswerte[s] Sozialdrama [inszeniert], das vor allem von den Hauptdarstellerinnen getragen wird. Sissy Spacek und Whoopi Goldberg glänzen in dieser bewegenden Story um die Entwicklung moralischer Standards und menschlichen Selbstbewusstseins.“
Lexi Randall wurde im Jahr 1991 für den Young Artist Award nominiert. Der Film wurde 1992 für den Political Film Society Award für Menschenrechte nominiert. Whoopi Goldberg gewann 1993 den Image Award.